# Enso
|  | Per a altres significats, vegeu «Enso (desambiguació)». |

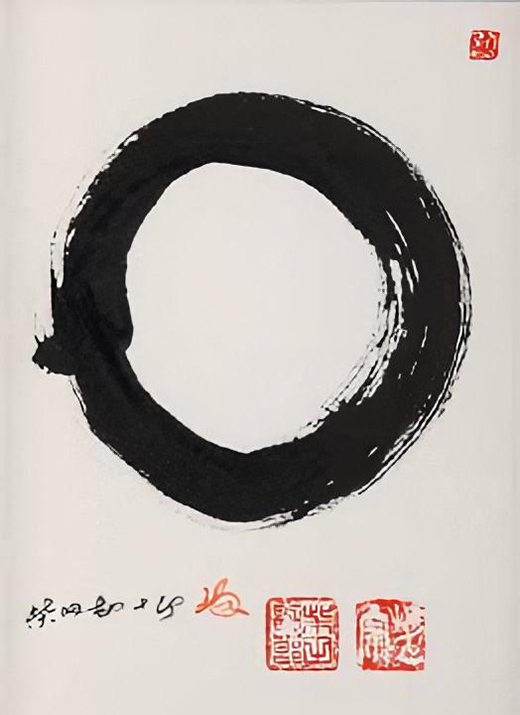
Un enso de Shibata Kanjūrō dibuixat cap a l'any 2000

Enso o ensō (円相) és una paraula japonesa que significa "cercle". És potser el tema més habitual de la cal·ligrafia japonesa. Simbolitza la il·luminació, la força, l'elegància i l'univers i és "una expressió del moment".
El símbol d'enso es remunta al segle vi, on es va representar per primera vegada com un cercle fora de forma. Es creia que representava la idea d'un espai immens que no necessita res i no conté res del que necessita. És un indici de satisfacció amb el que es té. Està buit i tot i així ple, sense principi ni final.
Es creu que el caràcter d'un artista queda totalment palès en la manera de dibuixar un enso, i que només algú íntegre tant de ment com d'esperit pot dibuixar un bon enso. Alguns artistes dibuixen ensos regularment, com una mena d'exercici espiritual que poden fer una vegada al dia.
El tipus de cercle, sigui obert o tancat, representa diferents significats: un enso obert significa un cercle incomplet que forma part d'un bé més gran, la imperfecció de les vides humanes i el cercle del buit on el jo flueix dins i fora mentre es manté centrat. En canvi, el cercle es descriu com un tot quan es completa i es tanca. Significa la perfecció i assenyala el cicle del naixement, la mort i el renaixement.
El zen japonès va una mica més enllà quan representa el cercle. L’enso és un símbol del zen realitzat amb un sol gest que significa la totalitat i el buit, l’infinit i el no res; representa la perfecció del cercle però també la imperfecció del pinzell i del traç espontani. Ens vol ensenyar la perfecció de l’imperfecte.
És també un símbol sagrat del budisme zen, i sovint és usat pels mestres zen com una forma de signar les seves obres religioses.